# Riboflavin
Riboflavin, znan tudi kot vitamin B2 in vitamin G, je vodotopen vitamin iz skupine vitaminov B, ki pri organizmih deluje kot koencim, udeležen kot kofaktor v številnih pomembnih encimskih reakcijah presnove, med drugim v elektronski transportni verigi pri celičnem dihanju.
Kemično gre za flavinsko skupino (izoaloksazinski obroč), vezano na ribitolno stransko verigo. V živih organizmih je večinoma prisoten v fosforilirani aktivni obliki flavin adenin dinukleotid (FAD) ali flavin mononukleotid (FMN), v manjši meri pa kot prosti riboflavin.
Priporočeni dnevni odmerek je 0,7 mg za novorojenčke, 1,2 (ž)–1,5 mg (m) za mladostnike in odrasle, 1,2 mg za starejše od 65 let in 1,5–1,6 mg za nosečnice oz. doječe matere (podatki za Slovenijo). Človek ga samostojno ne more sintetizirati, zato ga dobi v glavnem s prehrano, del pa ga lahko privzame tudi iz debelega črevesa, kjer ga sintetizirajo bakterije v črevesni flori. Na razvitem Zahodu so glavni vir v prehrani prebivalstva mleko in mlečni izdelki (do polovice vnosa pri predšolskih otrocih), poleg njih pa so dober vir še kosmiči, drobovina in mastne ribe. Tudi nekateri sadeži in zelenjava (predvsem temnozelena zelenjava) vsebujejo veliko riboflavina.
Pomanjkanje riboflavina negativno vpliva na sposobnost privzema železa iz hrane, kar lahko vodi do anemije, pri čemer pa ima podoben vpliv tudi pomanjkanje nekaterih drugih vitaminov. Je tudi nujen za pravilen razvoj živčevja pri plodu in otrocih in verjetno za vid (naj bi denimo omilil nočno slepoto, ki je posledica pomanjkanja vitamina A). Predoziranje v normalnih okoliščinah ni možno, saj se odvečne količine hitro izločajo z urinom. Rizične skupine za pomanjkanje so ljudje v delih sveta, ki nimajo mleka in mlečnih izdelkov v tradicionalni prehrani, nosečnice in doječe matere ter novorojenčki. Poleg tega so posebej ogroženi šolajoči se otroci in starostniki v nerazvitih državah, kjer je tudi sicer problem nedohranjenost, ter vegetarijanci in vegani (posebej starejši), če ne uživajo raznolikega sadja in zelenjave. Pomanjkanje je možno odpraviti z ustreznejšo prehrano ali jemanjem riboflavina v prehranskih dopolnilih.
Kot prehransko dopolnilo v obliki 5 mg tablet je vključen na modelni seznam osnovnih zdravil Svetovne zdravstvene organizacije, ki vključuje najučinkovitejša in najvarnejša zdravila, bistvena za opravljanje zdravstvenega varstva.